# Al-Jil
Al-Jil, ook bekend als Jil, Al-Jeel of Jeel is een Egyptische populaire muzieksoort. Het is opgekomen als een Egyptisch alternatief voor buitenlandse populaire muziek in de jaren 70 van de 20e eeuw. Met een basis van Rock-'n-roll en popmuziek oriënteerde Al-Jil zich richting dance en pop, met een achtergrond soortgelijk als die van reggae. Al-Jil heeft vele typisch Egyptische kenmerken welke enigszins aan vroegere invloeden van Egyptische muziek relateren.
Velen noemden de Al-Jil stijl new wave, dit om de overgang vanaf de eerste vorm van Egyptische popmuziek uit de jaren 60, Sha'abi, te benadrukken. Sha'abi was opgekomen in de sloppenwijken van Egypte als een soort gettomuziek. Nadat Sha'abi een tiental jaren populair was geweest, begon de meer geschoolde jeugd van Egypte echter te verlangen naar nieuwe muziekstijlen. De voor internationale invloeden gevoelige en high-tech georiënteerde Al-Jilmuziek werd de muziek van de meer geschoolde en welgestelde jongeren. Al-Jil heeft gemeenschappelijke wortels met de Algerijnse raimuziek en pop-rai. Al-Jil bevat Bedoeïnse, Nubische en Egyptische ritmes met basgitaar en synthesizers.
Alhoewel radiostations hun neus ophaalden voor de eenvoudige teksten en muziek van Al-Jil, omarmde de jongeren onder de 25 Al-Jil meer dan enige andere stijl van Egyptische muziek.
De producer en componist Fathy Salama vernieuwde de muziekstijl in de jaren 80 door er eerst meer rechttoe-rechtaan pop van te maken met zijn band Sharkiat en vervolgens door het Al-Jil te verrijken met invloeden van klassieke en moderne Oosterse muziek.
Al-Jil kent doorgaans dezelfde kernthema's als klassieke en populaire Egyptische muziek: het thema is meestal de liefde, waarbij het vaker gaat over verdriet dan over vreugde. Net bij vele andere muzieksoorten, lopen de meningen over Al-Jil fel uiteen.
De muziekstijl is eenvoudig, maar bevat een beat waarop men kan dansen, die meestal uit een drummachine komt. Al-Jil een zeer populaire muziekstijl voor buikdansen. Al-Jil maakt net als andere muziek in Egypte vaak gebruik van instrumenten als de oud, qānūn, rabab, het rieten blaasinstrument de ney en de viool.
Een mede-grondlegger van Al-Jil en een van de populairste artiesten van het Midden-Oosten is de Egyptische zanger Amr Diab.